# Сары-Булак (Чон-Алайский район)
Сары-Булак (кирг. Сары-Булак) — село в Чон-Алайском районе Ошской области Кыргызстана. Входит в состав Чон-Алайского айылного аймака.

## География
Село расположено в юго-западной части области, в высокогорной зоне, на правом берегу реки Кызылсу, на расстоянии приблизительно 16 километров (по прямой) к западо-юго-западу от села Дараут-Курган, административного центра района. Абсолютная высота — 2425 метров над уровнем моря.

## Население
Согласно оценочным данным Национального статистического комитета Кыргызской Республики, численность населения села на начало 2023 года составляла 87 человек.
| год     | 2009 | 2014 | 2015 | 2020 | 2021 | 2023 |
| ------- | ---- | ---- | ---- | ---- | ---- | ---- |
| человек | 103  | 28   | 46   | 85   | 86   | 87   |